# Кизерицкий, Гангольф Егорович
Гангольф Егорович (Рейнгольд Густав Гангольф) Кизерицкий (нем. Reinhold Gustav Gangoll von Kieseritzky; 18 (30) сентября 1847—10 (23) января 1904) — археолог, хранитель древностей Императорского Эрмитажа.

## Биография
Происходил из рода остзейских немцев, известного с XVII века. Родился 18 сентября 1847 в небольшом городке Феллин (сейчас Вильянди) Лифляндской губернии. Его отец Егор Густавович был судьей, служил в местной управе. Вместе с сыновьями он был внесен в третью часть дворянской родословной определением Правительствующего Сената от 17 ноября 1864 г.
С 1867 по 1873 год он изучал классическую филологию и археологию в Дерптском университете, с 1873 по 1874 год учился в Мюнхене у Генриха фон Брунна. 15 апреля 1876 года он получил степень магистра древнеклассической филологии в Дерпте, защитив диссертацию на тему «Nike in der Vasenmalerei». Затем он несколько лет путешествовал по Италии и Греции по российской государственной стипендии. 
В 1880 г., по рекомендации директора Эрмитажа А. А. Васильчикова, назначен помощником хранителя Отделения древностей музея, в 1886 г. — старшим хранителем, начальником I Отделения. В 1887 году он сменил своего друга Лудольфа Стефани на посту главного хранителя классических древностей.
Область научных интересов - Античная археология и история древнего искусства. Пополнение и приведение в систему собраний антиков и археологических находок из Северного Причерноморья в Императорском Эрмитаже.

## Основные труды
- «Nike in der Vasenmakerei» (Dorpat, 1876, магистерская диссертация);
- «Гатчинская Афродита, статуя Императорского Эрмитажа» // Вестник изящных искусств. 1877. Т. 5. Вып. 1. С. 86-95.
- «Хотанские древности из собрания Петровского» («Записки Восточного отделения Русского археологического общества», 1895);[5]
- «Музей древней скульптуры Эрмитажа» (Санкт-Петербург, 1901).

После смерти Кизерицкого в обработке Вацингера вышли «Die Grabreliefs Sudrusslands». — См. Е. М. Придик, «Западное Классическое отделение Русского Археологического Общества» (том IV, 265 слов).